# Makrozyklus
Als Makrozyklus oder makrozyklischen Entwicklungszyklus bezeichnet man den Entwicklungszyklus bei Rostpilzen, wenn alle 5 Sporenarten durchlaufen werden. Diese Sporentypen sind:
- 0-Pyknosporen (Spermatien)
- I-Aecidiosporen (Aeciosporen)
- II-Uredosporen (Urediniosporen, Urediospore)
- III-Teleutosporen (Teliosporen)
- IV-Basidiosporen (Sporidium)

Fehlen in dem Entwicklungszyklus die Uredosporen, spricht man von einem demizyklischen Entwicklungszyklus. Fehlen zusätzlich auch noch die Aecidiosporen, wird der Entwicklungszyklus mikrozyklisch genannt.